# Heinz E. Lehmann

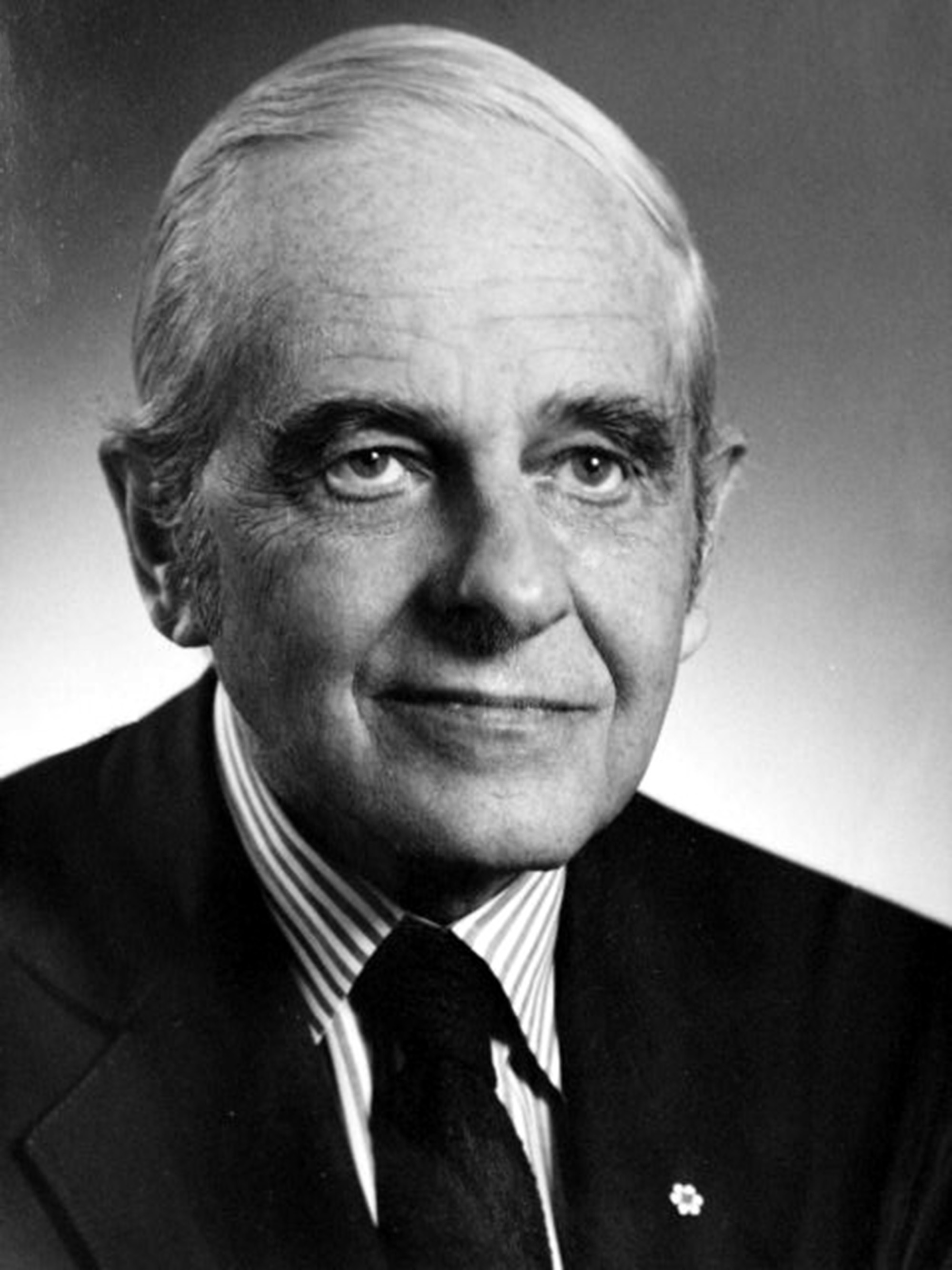
Heinz Edgar Lehmann

Heinz Edgar Lehmann (* 17. Juli 1911 in Berlin; † 7. April 1999 in Montreal) war ein kanadischer Psychiater.

## Leben
Lehmann kam aus einer Ärztefamilie und begann sich als Jugendlicher für Psychiatrie zu interessieren, nachdem er die Werke von Sigmund Freud las. Er studierte Medizin in Freiburg, Marburg, Wien und wurde 1935 in Berlin promoviert. Da sein Vater Jude war, wurde er von den Nationalsozialisten verfolgt und zog 1937 nach Kanada. Er erhielt eine vorläufige Lizenz als Arzt in Quebec zu praktizieren und arbeitete am Verdun Protestant Hospital (dem späteren Douglas Hospital) in Montreal (eine endgültige Lizenz als Arzt erhielt er erst 1963 und Mitglied des Royal College of Physicians and Surgeons of Canada wurde er erst 1971). 1947 wurde er Klinischer Direktor und 1962 Forschungsdirektor des Douglas Hospital. 1967 wurde er Direktor der Medizin-Ausbildung am Douglas Hospital und 1971 bis 1975 stand er der Fakultät für Psychiatrie der McGill University vor (der das Douglas Hospital angeschlossen war). Ab 1981 war er außerdem Deputy Commissioner in der Forschungsabteilung des New York State Office of Mental Health in Albany (New York).
Er war in den 1950er Jahren ein Pionier in der Verwendung von Chlorpromazin als Psychopharmakon bei Schizophrenie, nachdem er von der diesbezüglichen Arbeit von Jean Delay und Pierre Deniker in Frankreich gehört hatte. Lehmann führte klinische Studien in Montreal durch, die gute Erfolge zeigten. Bald darauf war er auch einer der Ersten in Nordamerika, die Imipramin gegen Depression einsetzten (er hatte zuvor von entsprechenden Versuchen von Roland Kuhn in der Schweiz gelesen). Viele seiner Veröffentlichungen befassten sich mit Psychopharmaka.
1957 erhielt er den Lasker~DeBakey Clinical Medical Research Award. 1998 wurde er in die Canadian Medical Hall of Fame aufgenommen. Er war Offizier des Order of Canada und Fellow der Royal Society of Canada.